# Quận McLeod, Minnesota
Quận McLeod là một quận thuộc tiểu bang Minnesota, Hoa Kỳ.
Quận này được đặt tên theo. Theo điều tra dân số của Cục điều tra dân số Hoa Kỳ năm 2000, quận có dân số 34.898 người. Quận lỵ đóng ở Glencoe6.

## Địa lý
Theo Cục điều tra dân số Hoa Kỳ, quận có diện tích 1310 km2, trong đó có 36 km2 là diện tích mặt nước.

## Thông tin nhân khẩu
Theo điều tra dân số 2 năm 2000, quận đã có dân số 34.898 người, 13.449 hộ gia đình, và 9.427 gia đình sống trong quận hạt. Mật độ dân số là 71 người trên một dặm vuông (27/km ²). Có 14.087 đơn vị nhà ở với mật độ trung bình là 29 trên một dặm vuông (11/km ²). Cơ cấu chủng tộc của quận bao gồm 96,62% người da trắng, 0,22% da đen hay Mỹ gốc Phi, 0,18% người Mỹ bản xứ, 0,56% châu Á, Thái Bình Dương 0,07%, 1,79% từ các chủng tộc khác, và 0,58% từ hai hoặc nhiều chủng tộc. 3,63% dân số là người Hispanic hay Latino thuộc một chủng tộc nào. 57,5% là người gốc Đức và gốc Na Uy 8,5% theo điều tra dân số năm 2000.
Có 13.449 hộ, trong đó 34,90% có trẻ em dưới 18 tuổi sống chung với họ, 59,20% là đôi vợ chồng sống với nhau, 7,30% có một chủ hộ nữ và không có chồng, và 29,90% là các gia đình không. 25,00% hộ gia đình đã được tạo ra từ các cá nhân và 10,80% có người sống một mình 65 tuổi hoặc lớn tuổi hơn là người. Cỡ hộ trung bình là 2,56 và cỡ gia đình trung bình là 3,08.
Trong quận dân số được trải ra với 27,70% dưới độ tuổi 18, 7,80% 18-24, 29,30% 25-44, 21,30% từ 45 đến 64, và 13,90% từ 65 tuổi trở lên người. Độ tuổi trung bình là 36 năm. Đối với mỗi 100 nữ có 98,40 nam giới. Đối với mỗi 100 nữ 18 tuổi trở lên, đã có 96,10 nam giới.
Thu nhập trung bình cho một hộ gia đình trong quận đạt 45.953 USD, và thu nhập trung bình cho một gia đình là 55.003 USD. Phái nam có thu nhập trung bình $ 35.709 so với 25.253 USD của phái nữ. Thu nhập bình quân đầu người là 20.137 USD. Có 2,80% gia đình và 4,80% dân số sống dưới mức nghèo khổ, trong đó có 4,80% những người dưới 18 tuổi và 8,10% của những người 65 tuổi hoặc hơn.